# Tiina Boman
Pour les articles homonymes, voir Boman.
Tiina Boman, née le 18 février 1977 à Joroinen en Finlande est une triathlète professionnelle, championne de Finlande en 2013 et vainqueur sur triathlon Ironman.

## Palmarès
Le tableau présente les résultats les plus significatifs (podium) obtenus sur le circuit national et international de triathlon depuis 2005,.
| Année | Compétition                          | Pays       | Position           | Temps            |
| ----- | ------------------------------------ | ---------- | ------------------ | ---------------- |
| 2013  | Championnats de Finlande             | Finlande   | Médaille d'or      | 2 h 14 min 59 s  |
| 2010  | Challenge Kraichgau                  | Allemagne  | Médaille d'argent  | Timing           |
| 2010  | Half Challenge Barcelona             | Espagne    | Médaille d'or      | 4 h 5 min 17 s   |
| 2010  | Ironman 70.3 Allemagne               | Allemagne  | Médaille d'argent  | 4 h 44 min 47 s  |
| 2009  | TriStar200 Andalucia                 | Espagne    | Médaille d'argent  | 7 h 2 min 32 s   |
| 2008  | Ironman Coeur d’Alene                | États-Unis | Médaille de bronze | 9 h 55 min 28 s  |
| 2007  | Ironman Lanzarote                    | Espagne    | Médaille d'or      | 9 h 58 min 41 s  |
| 2006  | Ironman Lanzarote                    | Espagne    | Médaille d'argent  | 10 h 16 min 52 s |
| 2005  | Championnat du monde longue distance | Danemark   | Médaille de bronze | 6 h 29 min 53 s  |